# Éliane Montel
Éliane Montel (1898–1993) fue una física y química francesa.

## Biografía
Montel nació el 9 de octubre de 1898, en Marsella. Pasó su infancia entre Marsella y Montpellier.
De un romance con el físico francés Paul Langevin nació su hijo, Paul-Gilbert Langevin, el 5 de julio de 1933 en Boulogne-Billancourt.

### Estudios
Montel se graduó en 1919 y fue estudiante de ciencias en la Ecole Normale Supérieure de jeunes filles de Sèvres. Luego enseñó ciencias a niñas y se graduó en la competencia de agrégation en 1923.

### Carrera profesional
En 1926, comenzó a trabajar como ayudante voluntaria en el laboratorio Curie en el Institut du radium, bajo las recomendaciones de Langevin, y luego como trabajadora libre al año siguiente. Publicó su trabajo Sur la pénétration du polonium dans le plomb en la Journal de physique.  Mientras trabajaba en el laboratorio de Frédéric Joliot-Curie en el Collège de France, actuó como intermediaria política y científica entre Langevin y Joliot-Curie, quien había sido antiguo alumno de Langevin.
Después de su trabajo en el laboratorio, se convirtió en profesora de física en una escuela secundaria entre 1929 y 1930. En 1930, Montel obtuvo una beca Rothschild de 1930 a 1931 a través del apoyo de Marie Curie. Sin embargo, Montel se vio obligada a suspender su investigación para cuidar a su madre y no pudo completar su investigación dentro del año.  En 1931-1932, trabajó como investigadora en el ESPCI, en el laboratorio de Paul Langevin. Montel se quedó con él hasta que murió, en 1946, visitándolo mientras estaba bajo arresto domiciliario en Troyes durante la Segunda Guerra Mundial.
Después de la muerte de Langevin en 1946, continuó la investigación de Langevin en el mismo laboratorio bajo la dirección de René Lucas y trabajó en medidas de movilidad de iones gaseosos. Publicó el último trabajo de Langevin, que se realizó durante la Segunda Guerra Mundial cuando estaba en arresto domiciliario, "El dispositivo podría estudiar la naturaleza de los iones y seguir su formación y evolución, dando el espectro de movilidad". En los años siguientes, enseñó física y química en la escuela secundaria en Fontainebleau, cerca de París, hasta su jubilación en la década de 1960.
En 1967, Montel asistió a la cena de ex investigadores del laboratorio Curie para el cumpleaños número 100 de Marie Curie. En 1972, trabajó en la conmemoración del centenario de Langevin, publicando textos en su memoria en algunas publicaciones periódicas y escribiendo un texto personal, Langevin et le racionalisme, le savant hors de la tour d'ivoire que se publicará en Scientia. Contribuyó con material a un antiguo texto escrito en La technique moderne, en la década de 1930.
En los años setenta y ochenta, se hizo amiga del especialista en historia de las religiones Jean-Paul Roux y siguió su enseñanza en el Ecole du Louvre. Se interesó en varios temas, incluida la historia de las religiones -en especial, en el Islam y el judaísmo- la historia del arte, la arqueología, el Lejano Oriente, Egipto, Turquía y Grecia. Cuando tenía noventa años, visitó países orientales con Roux, incluida Siria.
Muere en París en 1993.

## Trabajos
- On penetration of polonium in lead, Review of physics and radium, 1929.
- Paul Langevin, the great masters of Science, Modern Technics, 1935.
- On mobility and diffusion of ions, in Reports of the sessions from the French Academy of Sciences, 1939.
- On a new method to measure gaseous ions mobility, in Reports of the sessions from the French Academy of Sciences.
- Action of 204Tl and 90Sr β-rays on ordinary photographic records, with Ouang Te Tchao, in Reports of the sessions from the French Academy of Sciences, 1946.
- On the Paul Langevin analyzer for the research on gaseous ions mobility, with Ouang Te Tchao, Review of physics and radium, 1949.
- On a high sensibility monofilar electrometer, Review of physics and radium, 1954.
- A Tribute to Paul Langevin, with René Lucas, 1972.
- Langevin and rationalism, the scientist outside the ivory tower, Scientia, 1973.